# Swetlana Gerassimenko

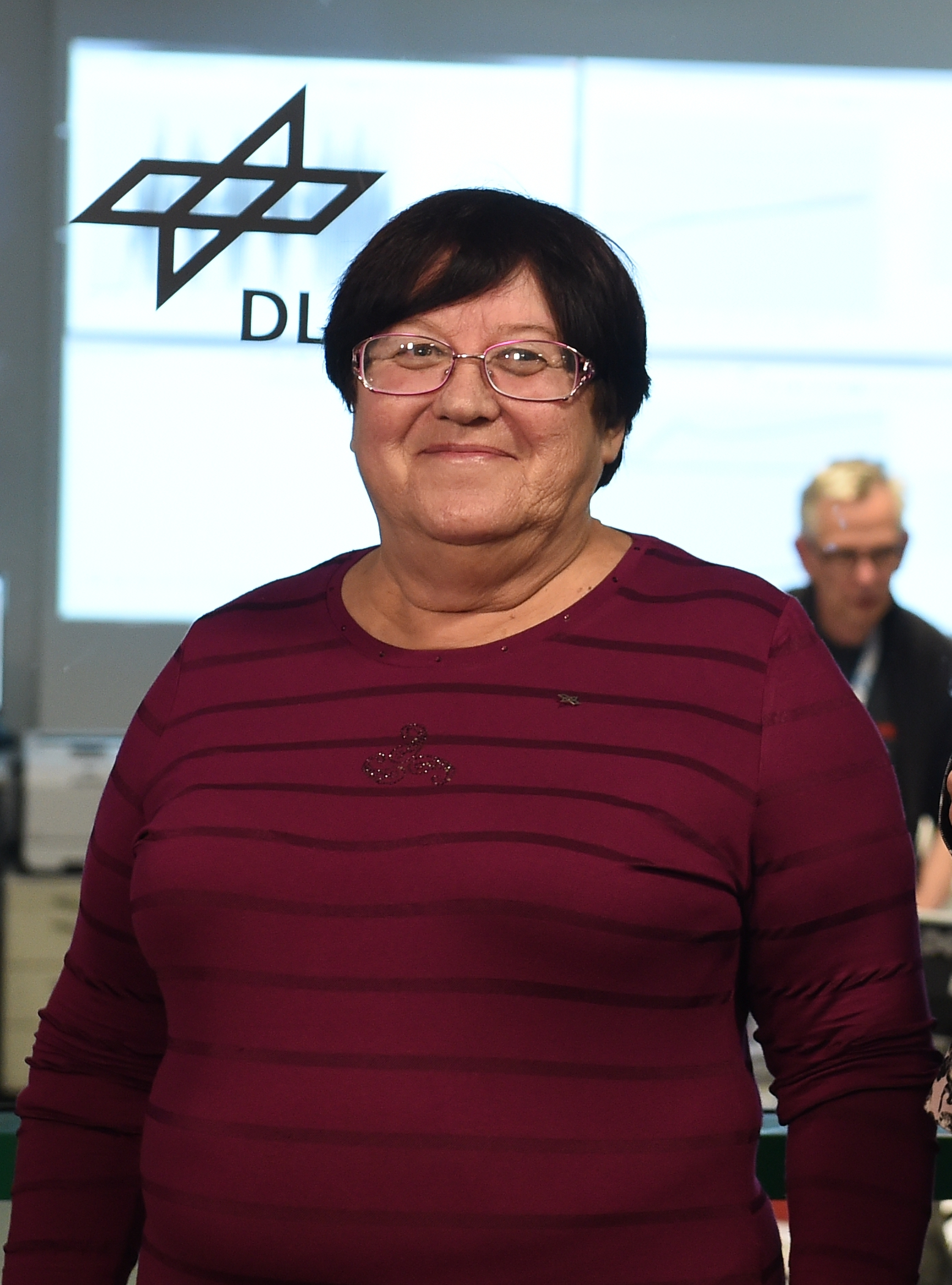
Swetlana Gerassimenko im DLR, 2014

Swetlana Gerassimenko (russisch Светла́на Ива́новна Герасиме́нко, Swetlana Iwanowna Gerassimenko; ukrainisch Світлана Іванівна Герасименко Switlana Iwaniwna Herassymenko; tadschikisch Светлана Герасименко; * 23. Februar 1945 in Baryschiwka, Ukrainische SSR, Sowjetunion; † 8. April 2025) war eine sowjetische und tadschikische Astronomin. 1969 entdeckte sie gemeinsam mit dem Astronomen Klym Tschurjumow den Kometen 67P, der beider Namen trägt. Der Asteroid (3945) Gerasimenko wurde 1995 ebenfalls nach ihr benannt.

## Leben
Gerassimenko studierte von 1963 bis 1968 an der Universität Kiew Astrophysik und begann anschließend eine Aspirantur. Im September 1969 begleitete sie Tschurjumow, einen Mitarbeiter am Hauptobservatorium der Nationalen Akademie der Wissenschaften der Ukraine, auf einer Forschungsreise zur Kometenbeobachtung nach Alma-Ata. In der Nacht vom 11. zum 12. September 1969 entdeckte sie zufällig den Kometen 67P nach der Entwicklung einer Fotoplatte zur Beobachtung des Kometen 32P/Comas Solá.
1973 zog sie nach Duschanbe und wurde wissenschaftliche Mitarbeiterin am Institut für Astrophysik der Akademie der Wissenschaften der Tadschikischen SSR. Dort erforschte und beobachtete sie seitdem Kometen und andere kleinere Objekte des Sonnensystems. 1975 wurde sie mit einer Medaille für die „Erforschung neuer astronomischer Objekte“ ausgezeichnet.
Am 2. März 2004 waren Gerassimenko und Tschurjumow zum Start der europäischen Raumfahrtsonde Rosetta, die den Kometen Tschurjumow-Gerassimenko erforschen sollte, in das Raumfahrtzentrum Guayana eingeladen. Auf Einladung des DLR verfolgte sie am 12. November 2014 gemeinsam mit Klym Tschurjumow in Köln die Landung von Philae auf 67P.
Am 8. April 2025 starb Swetlana Gerassimenko im Alter von 80 Jahren.